# Heket
Heket či Hekit nebo Heget byla staroegyptská bohyně porodu a plodnosti, jež byla popisována jako žába nebo žena s žabí hlavou. V lidové víře byla  dobrotivou pomocnicí. 
Pro starověké Egypťany byla žába symbolem života a plodnosti, neboť se po každoročních záplavách na řece Nilu rodily miliony těchto obojživelníků a vylézaly z úrodných naplavenin, jež přinášely zemi život. Proto byla Heket zobrazována jako žába, žena s hlavou žáby nebo méně často jako žába usazená na konci falu, což výslovně poukazovalo na plodnost.
Heket byla považována za dceru boha Rea. Jakožto bohyně Nilu byla někdy považována za manželku boha Sobeka. Po splynutí Osmera s Devaterem se z ní stala manželka boha vzduchu Šu, otce druhé generace bohů.

## Bohyně porodu

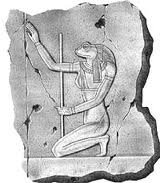
Heket na desce

Egypťané připodobňovali těhotenství a porod k záplavám na Nilu, a jelikož Heket byla zejména bohyní záplav v jejich poslední fázi a klíčení zrna, začala být od Střední říše spojována i s posledním fází těhotenství a s porodem. V této funkci byla známa jako „Ta, která urychluje porod“. Porodní báby bývaly často označovány jako služebnice Heketiny a její kněžky samy toto povolání vykonávaly. Ženy nosily během těhotenství amulety s bohyní v podobě žáby sedící na leknínu. Ve funkcii bohyně porodu byla Heket považována za manželku boha Chnuma, který na hrnčířském kruhu tvořil těla nově narozených dětí.

## Heket v Královském mýtu
Věřilo se, že Heket vdechla život do těla právě narozeného Hora, syna Eset a Usira. Poté, co Horovo zrození začalo být vnímáno jako akt znovuzrození, získala i Heket  postavení bohyně znovuzrození. Tak se na jejích amuletech začala objevovat věta: „Já jsem znovuzrození“, takže je používali i první křesťané. Heket začala postupně splývat s dominantní bohyní mýtu, Eset, a stala se jedním  z jejích aspektů.